# Robo de las manos de Juan Domingo Perón
El robo de las manos de Juan Domingo Perón se refiere a la profanación  de la tumba del presidente de la República Argentina Juan Domingo Perón (1895-1974), llevada a cabo por desconocidos el 29 de junio de 1987.

## Incidente
Tras la muerte de Juan Perón el 1 de julio de 1974, su cuerpo fue embalsamado y enterrado en un ataúd en la tumba familiar de Perón en el Cementerio de la Chacarita, ubicado en la ciudad de Buenos Aires.
En junio de 1987, 13 años después de su muerte, el Partido Justicialista recibió una carta anónima, que afirmaba que las manos de Perón habían sido robadas de su tumba, junto con su gorra militar y su espada. La misiva exigía también que el partido pagase 8 millones de dólares en rescate por su restitución.
Cuando las autoridades verificaron la tumba de Perón, descubrieron que efectivamente había sido profanada, y se habían quitado las manos y otros objetos. Los expertos forenses que examinaron el cuerpo dijeron que la mutilación había ocurrido pocos días antes del descubrimiento. Una fuente afirmó que la tumba había sido asaltada el 29 de junio, y que un poema que el general le había escrito a su última esposa, Isabel, también había sido robado del sepulcro. En ese momento, algunas noticias informaron que las manos se habían retirado con «un instrumento quirúrgico», pero más tarde los informes del Estado indicaron que el desmembramiento se había hecho con una sierra eléctrica.

## Investigación
El entonces jefe del Partido Justicialista, Vicente Saadi, se negó a pagar el rescate. Se inició una investigación criminal bajo la dirección del juez Jaime Far Suau. Aunque seis hombres fueron arrestados y cinco procesados, ninguno fue acusado formalmente en relación con el incidente.
Muchos de los que participaron de la investigación de la desaparición de las manos de Perón han muerto desde entonces, en muchos casos asesinados. Jaime Far Suau falleció el 22 de noviembre de 1988 en un accidente automovilístico mientras viajaba para visitar a su hijo en Bariloche, inexplicablemente el peritaje que debía realizarse para conocer las causas del accidente no se hizo. En esos días el jefe de la Policía Federal Juan Ángel Pirker, que realizaba averiguaciones del caso a pedido del juez Far Suau, fue encontrado muerto en su despacho aparentemente por un ataque de asma. El comisario Carlos Zunino, uno de los detectives, salió ileso de un asalto a su casa en el cual recibió un balazo en la cabeza y Luis Paulino Lavagna, uno de los serenos del Cementerio de la Chacarita, fue encontrado muerto en las cercanías de la necrópolis en la que descansa el cuerpo de Perón, aparentemente a causa de un paro cardiorrespiratorio no traumático, aunque una autopsia posterior ordenada por la justicia argentina determinó que había sido asesinado a palazos. Al día de la fecha no se han reiniciado las investigaciones para esclarecer las muertes del Juez Far Suau y su pareja, Susana Guaita, para determinar si se trató de un atentado.
Hay pruebas que señalan que el robo pudo haber tenido algún tipo de apoyo de los servicios secretos argentinos, ya que los ladrones utilizaron una llave para entrar al mausoleo.
En el retorno de la democracia, en diciembre de 1983, la política radical Lucía Alberti había sido nombrada por Enrique Coti Nosiglia ―ministro del Interior durante el gobierno de Raúl Alfonsín― administradora del cementerio de La Chacarita. Fue acompañada en esa tarea por Carlos Bello, relacionado con el líder de los barrabravas del club de fútbol Boca Juniors.
En 1994 se reabre la investigación al encontrarse un juego de llaves del cementerio en la comisaría 29 y en 2008 se roban el expediente con la investigación de la casa del juez que lo tenía a su cargo. La teoría que se encuentra vigente es el móvil político al agotarse en 1996 la investigación del móvil económico que aseguraba que el robo fue por un anillo que tendría la clave para abrir una supuesta caja fuerte en Suiza. Algunos afirman que la CIA tiene información clasificada de la profanación del cadáver de Perón y no hay respuesta al pedido de desclasificación en la actualidad.

## Cultura popular
En su libro Perón, la otra muerte (1997), los escritores Damian Nabot y David Cox afirmaron que la logia masónica P2 (Propaganda Due) ―de la cual Perón habría sido miembro― habría estado involucrada en el robo, y que habría tenido lugar algún tipo de ritual.
El incidente es brevemente mencionado en la novela Logia (2014), del chileno Francisco Ortega, basándose en la supuesta conexión entre Perón y la logia P2.
La antropóloga argentina Rosana Guber ha escrito que las manos de Perón eran vistas por los argentinos como un símbolo de su poder, y que su robo no era solo una simple cuestión criminal, sino que también tenía un significado cultural muy profundo.
Con la endeble democracia que se había recuperado en diciembre de 1983, después de la dictadura que había ocupado el poder desde 1976, la más sangrienta que hubiera experimentado el país, Guber analizó el robo de las manos como un símbolo del intento de volver a golpear la democracia. El móvil político de desestabilización de la democracia es el que aún se encuentra vigente. En la actualidad los restos de Perón descansan en el mausoleo de la Quinta de San Vicente con cuidados de preservación.
Lyman Johnson vio el desmembramiento como «un catalizador para destruir el culto simbólico de Perón». Con las manos de Perón desaparecidas, según Lyman, su cuerpo se volvió menos importante y su importancia como figura religiosa también se redujo en comparación con la de su segunda esposa, Eva Perón.
La novela Las manos de Perón (2016), de Julio Carreras, es una obra de ficción que toma como punto de partida la profanación de la tumba de Perón.